# Susanna Mälkki
Susanna Mälkki (née le 13 mars 1969 à Helsinki en Finlande) est une violoncelliste et cheffe d'orchestre finlandaise. De 2006 à 2013, elle est directrice musicale de l'Ensemble intercontemporain.

## Biographie
Susanna Mälkki débute comme violoncelliste dans son pays avant d'étudier la direction d’orchestre avec Jorma Panula, Eri Klas et Leif Segerstam à l'Académie Sibelius. De 1995 à 1998, elle est premier violoncelle de l'Orchestre symphonique de Göteborg.
Elle a collaboré avec le Klangforum Wien, le Groupe de musique contemporaine de Birmingham (en) et les ensembles Asko et Avanti! (en). En 2004, elle dirige l’Ensemble intercontemporain au Festival de Lucerne dans un programme entièrement consacré à Harrison Birtwistle. Elle est nommée directrice musicale l'année suivante. En mars 2007, elle dirige le concert anniversaire des trente ans de l'Ensemble aux côtés de Pierre Boulez et de Peter Eötvös.
Très active dans le domaine de l'opéra contemporain, Susanna Mälkki dirige en 1999 la création finlandaise de Powder Her Face de Thomas Adès au Festival Musica Nova d'Helsinki. En 2004, elle dirige Neither de Morton Feldman, d'après Samuel Beckett, avec le Danish National Symphony and Choir à Copenhague ainsi que L'Amour de loin, de Kaija Saariaho, à l'Opéra national de Finlande, qu'elle dirige de nouveau au Holland Festival 2005 et au printemps 2006 à Helsinki. En novembre 2006, elle crée, à Vienne, le nouvel oratorio de Kaija Saariaho, La Passion de Simone, avec le Klangforum Wien.
Son goût et ses qualités pour la direction d'opéra ne se limitent pas à la période contemporaine. Elle dirige ainsi Le Chevalier à la rose de Richard Strauss à l'Opéra national de Finlande, en décembre 2005.
Directrice artistique de l'Orchestre symphonique de Stavanger de 2002 à 2005, Susanna Mälkki s'investit également dans l'interprétation du répertoire symphonique classique et moderne. Elle collabore avec de nombreuses formations : orchestres symphoniques de Berlin, Birmingham, de la WDR de Cologne, de la BBC à Londres et de la Radio finlandaise ; orchestres philharmoniques de Munich, Dresde, Rotterdam, Oslo, Orchestre symphonique de Saint Louis (États-Unis), Hallé Orchestra de Manchester, Residentie Orkest de La Haye, Orchestre national de Belgique, SWR de Stuttgart, Orchestre symphonique de Bamberg, Orchestre symphonique national du Danemark.
En outre, Susanna Mälkki collabore avec l'Orchestre philharmonique de Berlin, l'Orchestre royal du Concertgebouw d'Amsterdam, les Wiener Symphoniker, l'Orchestre symphonique de la NDR de Hambourg, l'Orchestre symphonique de Cincinnati, les orchestres des radios suédoise, finlandaise, BBC et Radio France, l'Orchestre philharmonique de Los Angeles, les orchestres symphoniques de Boston, San Francisco, Pittsburgh, Houston, Montréal, ainsi que le National Symphony Orchestra de Washington et l'Orchestre philharmonique royal de Stockholm. En 2010, elle dirige la création d'un ballet de Bruno Mantovani à l'Opéra de Paris, et pour la première fois le Deutsches Symphonie-Orchester Berlin, l'Orchestre symphonique de la SWR de Baden-Baden et Fribourg-en-Brisgau et les orchestres de la Radio bavaroise et de la NHK de Tokyo.

## Discographie sélective
- Hector Berlioz, Te Deum op.22, Simon Preston, organ, The BBC National Orchestra of Wales, dir. Susanna Mälkki. CD BBC Music Magazine 2010

## Décorations et reconnaissances
- Chevalier de la Légion d'honneur, 31 décembre 2015[1]
- Médaille Pro Finlandia de l’ordre du Lion de Finlande
- Chef d’orchestre de l’année 2017 du magazine Musical America
- Prix musical du Conseil nordique 2017